# Schaumzuckerware
Schaumzuckerwaren sind schaumig aufgeschlagene Zuckerwaren aus Zucker und anderen Süßungsmitteln sowie tierischen oder pflanzlichen Schaumbildnern und Quellmitteln wie Eiklar, Agar, Pektinen und Gelatine. Oftmals enthalten sie auch Aromen, Farbstoffe und andere Hilfsmittel. Die Konsistenz des Schaumzuckers reicht von zartem Schaum über elastisch und halbfest bis hin zu hart; er wird je nach Festigkeit dressiert, gegossen, geschnitten oder gehackt.
Schaumzuckerwaren bilden ein sehr vielfältiges Produktsortiment. Die zarten, dressierfähigen Schäume werden oft auf Waffeln oder andere Unterlagen dressiert und mit Schokolade oder kakaohaltiger Fettglasur überzogen. Hierzu zählen Schokoküsse (oder Schaumküsse), Tunnock's Teacakes und Schaumwaffeln. Zu den halbfesten, elastischen Produkten, die teilweise im Mogulverfahren in Formen gegossen werden, zählen Marshmallows, sogenannter „Speck“ (süßer, Frucht-, Zucker-, Hamburger Speck), weiße Mäuse und dergleichen. Noch zäher sind Kaubonbons und einige orientalische Spezialitäten aus abgerösteten Schaummassen wie türkischer Nougat und Halva. Die härtesten Sorten werden „Alabaster“ genannt und beispielsweise als Tortendekoration eingesetzt.

## Schaumzuckerwaren im Überblick

### Marshmallow Teacake

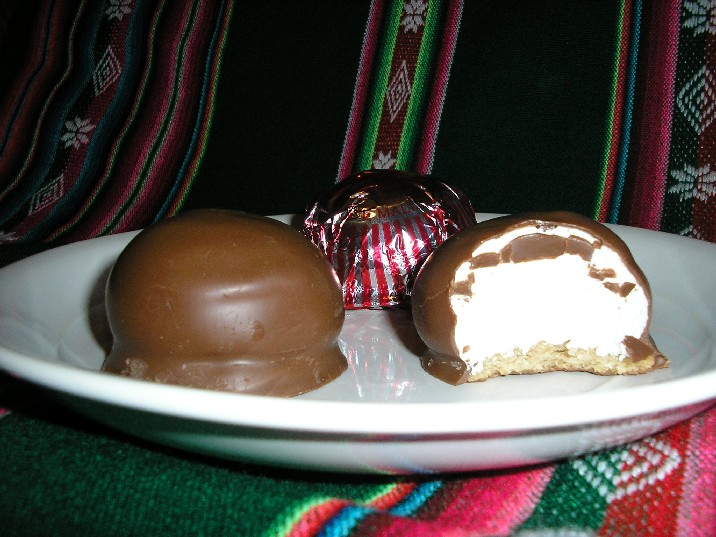
Tunnocks Tea Cake

Im Vereinigten Königreich wird diese Konfektion Marshmallow Teacake genannt, obwohl in England Teacakes in der Regel geröstet, gebuttert und mit getrockneten Früchten serviert werden. In Großbritannien gibt es mehrere Hersteller von Schaumküssen, wobei Tunnock der bekannteste ist. Tunnock ist eine schottische Firma, die im Jahre 1890 gegründet wurde. Der Tunnock und der Teacake werden üblicherweise in der gleichen Lebensmittelkategorie wie die britischen Kekse gesehen und werden wie diese auch zu einer Tasse Tee gegessen. In Schottland genießt der Tunnock Kultstatus und erinnert die Menschen oft an ihre Kindheit. Auf der ganzen Welt sehen Schotten den Tunnock als ein Symbol für „zu Hause“. Das Produkt selbst besteht aus einer runden Basis aus Mürbegebäck mit einer Halbkugel aus Baiser darauf (da diese Rezeptur auf Eiweiß und nicht Gelatine beruht, ist ein Tunnock wesentlich empfindlicher als ein Marshmallow). Anschließend werden sie mit einer dünnen Schicht Milch- oder Zartbitter-Schokolade überzogen. Im Fall von Tunnock werden die fertigen Schaumküsse dann noch in eine rot-silberne Folie eingewickelt. Eine Diskussion, ob diese teacakes Kekse oder Kuchen sind, führte zu einer Klage vor dem Europäischen Gerichtshof. Auslöser war das britische Unternehmen Marks & Spencer, das teacakes als Kuchen und nicht als Kekse führen wollte (Kekse sind besteuert – Kuchen nicht). Nach 13 Jahren Rechtsstreitigkeiten bekam Marks and Spencer Recht zugesprochen und erhielt somit eine vollständige Rückzahlung der Steuern, die das Unternehmen zwischen 1973 und 1994 gezahlt hatte (£ 3.500.000).

### Çokomel
In der Türkei wird ein Schaumkuss ähnliches Backwerk unter dem Namen Cokomel von Ülker produziert.

### Flødebolle / Negerbolle / Negerkys

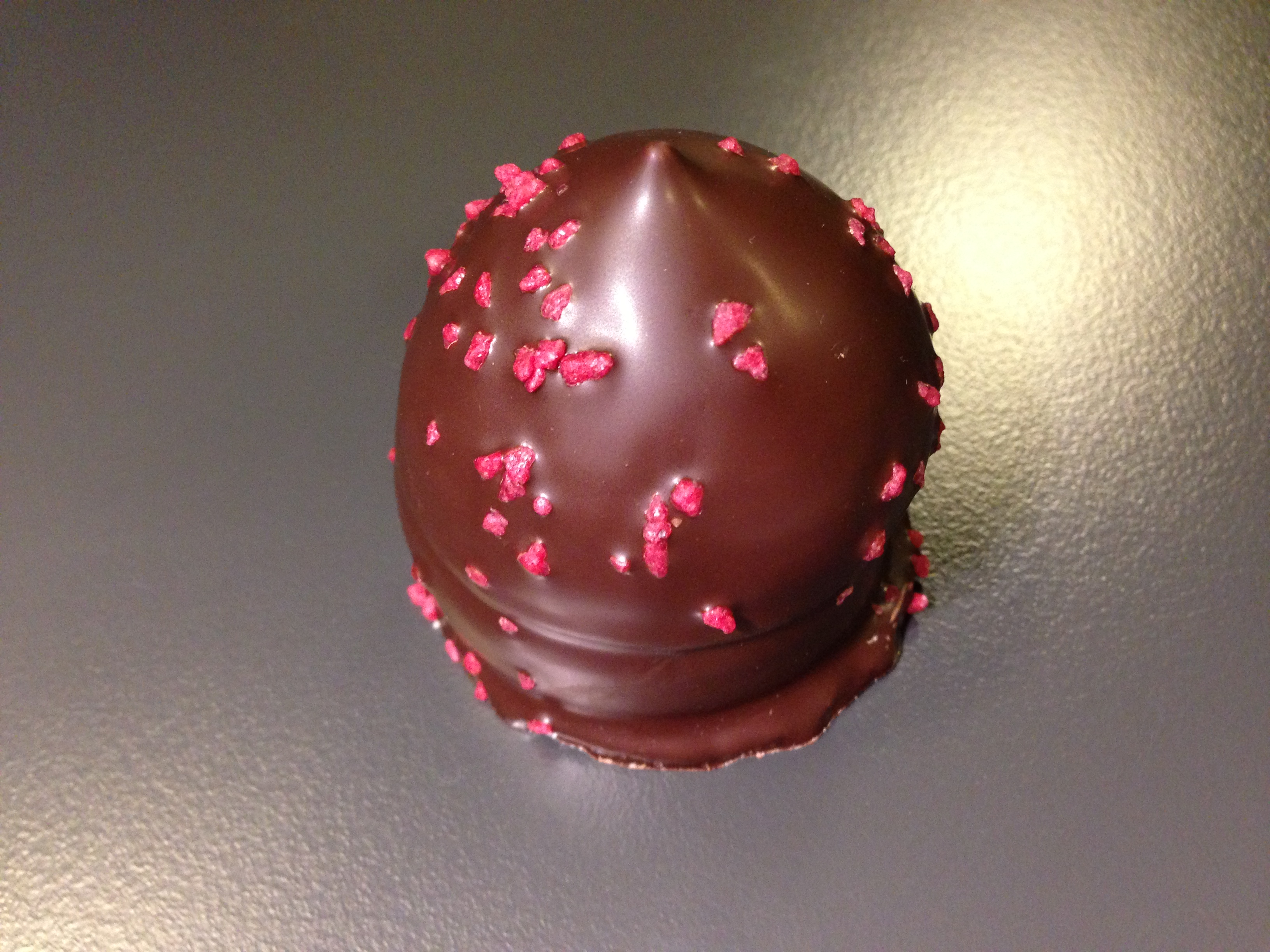
Flødebolle

In Dänemark ist die Konfektion als Flødebolle (Schlagsahnebrötchen) bekannt und wurde früher als Negerkuss bezeichnet. Angefangen in den 1960er Jahren bis hin in die 1980er Jahre wandten sich jedoch alle großen Produzenten von der Bezeichnung Negerkuss ab, da das Wort Neger als rassistisch gilt. In Dänemark ist auch eine Variante erhältlich, die mehr einer Frikadelle ähnelt. Dänemark ist wahrscheinlich der größte Produzent von schokoladeüberzogenen Marshmallows. Jährlich werden in Dänemark etwa 800 Millionen Schaumküsse produziert. Der größte Produzent in Dänemark ist Elvirasminde. Elvirasminde produziert jährlich 650 Millionen Stück, wovon 400 Millionen das Land verlassen. Die restlichen 250 Millionen werden von der dänischen Bevölkerung verzehrt. Durchschnittlich isst jeder Däne 45 flødeboller pro Kopf und Jahr. Traditionell werden in Dänemark die Schaumküsse von Kindern an ihrem Geburtstag in der Schule verteilt. Angeboten werden sie im Supermarkt sowie in Bäckereien, die die Gourmet-Versionen verkaufen. Auch in manchen Restaurants werden sie angeboten. Unabhängig vom Belag ist die Basis oft ein einfacher Cracker. Hausgemachte Versionen haben allerdings oft ein Shortbread oder Marzipan-Plätzchen als Basis. Während in Bäckereien fast jede erdenklich aromatisierte Füllung erhältlich ist, stehen anderswo vor allem Lakritz- und Marzipanfüllungen im Fokus.

### Krembo

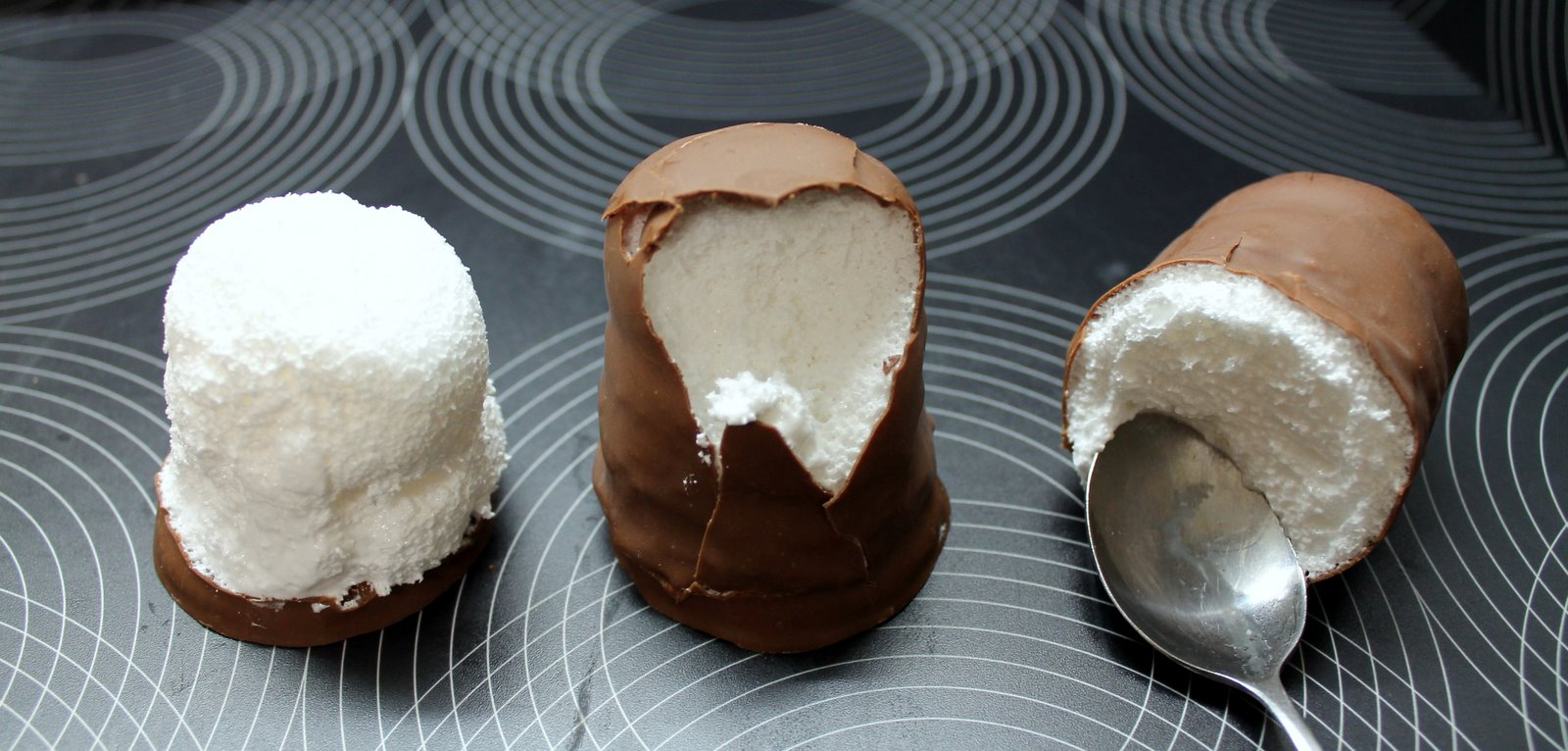
Krembo

Krembo („Creme darin“) ist in Israel, vor allem während der Wintermonate als Alternative zum Eis, sehr beliebt. Der Schaumkuss wird mit bunter Aluminiumfolie umwickelt. Er besteht aus einem Biskuitboden mit Eischnee-Creme, welche mit einer dünnen Schicht Schokolade überzogen wird. Im Hebräischen ist das Wort Krembo eine Kombination von krem (Creme) und bo (darin). Der durchschnittliche Krembo wiegt 25 Gramm und hat einen Brennwert von ca. 480 kJ (= 115 kcal). In Israel ist die „Krembo-Saison“ von Oktober bis Februar. Jedes Jahr werden in Israel 50 Millionen Krembos verkauft – durchschnittlich neun Krembos pro Person. Laut einer Studie von Strauss –  Israels führendem Produzenten von Krembos – essen 69 % aller Israelis Krembos lieber von oben nach unten (beginnend mit der Creme), und nur 10 % beginnend mit dem Keks. Die restlichen 21 % der befragten Personen hatten keine Präferenz. Krembos werden auch nach Amerika und Kanada exportiert. Die größten Abnehmer sind vor allem koschere Geschäfte. Das Gebäck war vor allem auf dem ehemaligen Gebiet des Völkerbundsmandats für Palästina sehr beliebt. In den 1940er Jahren war es als Cushi bekannt. Im Jahr 1957 wurde die Massenproduktion eingeführt. Der erste Hersteller, die Whitman Company, prägte den Namen Krembo. Im Jahr 1957 wurde der Mokka-Geschmack entwickelt. 1979 wurde Whitman von Strauss-Elite, dem heutigen Marktführer in Israel, aufgekauft. Im Jahr 2007 hat Nestlé eine Eisvariation auf den Markt gebracht (Lebko). In Israel wurde Krembo zu einem nationalen Symbol für Süßwaren.

### Mallomars
Mallomars, ein Produkt des US-amerikanischen Herstellers Nabisco, bestehen aus einem kreisförmigen Keks, der mit etwas marshmallowartiger Schaumzuckerware beschichtet und mit dunkler Schokolade überzogen wird; die Schokolade bildet eine feste Hülle. Mallomars wurden 1913 auf den Markt gebracht. Im selben Jahr kam auch der „Moon Pie“ (eine Süßigkeit aus den gleichen Zutaten) auf den Markt. Die erste Packung Mallomars wurde in West Hoboken, New Jersey verkauft. Normalerweise sind Mallomars von Anfang Oktober bis April erhältlich, während der Sommermonate werden sie nicht ausgeliefert. Der Hersteller gibt als Grund an, dass sie in der Wärme sehr leicht schmelzen; Marketinggründe spielen dabei allerdings eine ebenso große Rolle. Mallomarliebhaber kaufen daher im Winter einen Vorrat, den sie (tief-)gekühlt aufbewahren. 87 % Prozent aller Mallomars werden in der Metropolitanregion New York verkauft; diese Mallomars werden ausschließlich in einer Fabrik in Scarborough in Ontario (Kanada) produziert.

### Mohrenkopf / Negerkuss / Schokokuss
Schokoküsse finden ihre erste Erwähnung bereits im Jahre 1829. Erstmals industriell wurden sie im Jahr 1920 produziert. Schokoküsse werden das ganze Jahr lang produziert. Jedes Jahr werden ungefähr 120 Milliarden Schokoküsse verkauft, was einem Durchschnitt von etwa einem Dutzend Schokoküsse pro Person entspricht. Erhältlich sind sie in Supermärkten, Bäckereien und manchmal sogar in Schulen. Die Schokoküsse werden mit gesüßtem Eischaum und nicht mit Marshmallow-Füllung hergestellt. Bei der Herstellung der meisten Schokoküsse verwendet man den Süßstoff Splenda. Am belgischen Markt gibt es auch Produkte mit Zuckerersatzstoffen. Die Konsistenz ist recht locker und nicht klebrig. Ursprünglich waren die Produkte nur unter dem Namen Mohrenkopf beziehungsweise Negerkuss bekannt. In den 1980er Jahren änderten die meisten Unternehmen den offiziellen Produktnamen. Es wurden neutrale Bezeichnungen wie Schokokuss, Schaumkuss (siehe Gattungsbegriff) oder einen markenspezifische Namen eingeführt (siehe Marke). Die berühmteste Marke in Deutschland sind die Dickmann’s, in Österreich ist die bekannteste Marke die Schwedenbombe. Im Süden und Südwesten Deutschlands und in der deutschsprachigen Schweiz sind sie jedoch bei großen Teilen der Bevölkerung immer noch als Mohrenkopf bekannt. In Frankreich, sowie der französischsprachigen Schweiz werden sie Schokokopf (Têtes Choco) genannt.

### Negerzoenen
In den Niederlanden heißen sie Negerzoenen („Negerküsse“). Dass einige Unternehmen den Namen in Zoenen („Küsse“) geändert haben, hat zu einigen Diskussionen geführt, denn das niederländische Wort für Neger wird als neutral wahrgenommen, das englische Äquivalent hingegen als abwertend und rassistisch. Oft werden die Schokoküsse in Neuner-Packungen verkauft. Das gab Anlass für den Markennamen Negen zoenen („Neun Küsse“). Eines der Unternehmen behauptet, dass diese Namensänderung aus marketingtechnischen Gründen stattgefunden habe.

### Negerinnentetten
In Flandern ist das Konfekt als Negerinnentetten bekannt. Das Wort kann entweder als „Negerbusen“ oder aus dem Französischen als „Negerkopf“ (Tête de Nègre) übersetzt werden. Allerdings werden die Produkte heutzutage nicht mehr unter den oben genannten Begriffen vermarktet, da diese als beleidigend gelten.

### Whippets
Whippet Cookies werden in Montreal, Quebec, Kanada produziert. Sie bestehen aus einem Biskuitboden, einer Marshmallow-Füllung und einer harten Schokoladehülle. Die Whippet Cookies kamen im Jahr 1927 auf den Markt, wurden aber bereits von Viau unter dem Namen „Empire“ ab 1901 produziert und verkauft. Heutzutage werden die Kekse immer noch in Montreal am Ostende der Viau Fabrik, welche mittlerweile Dare Foods gehört, produziert. Derzeit sind sie sowohl in dunkler Schokolade als auch Milchschokolade und in verschiedenen Geschmacksrichtungen erhältlich. Der Whippet Cookie ist auch in einigen Lebensmittelgeschäften im übrigen Kanada und in den USA erhältlich.
Ein weiteres kanadisches Cookie ist „Viva Puffs“, das von Dare Foods in fünf verschiedenen Geschmacksrichtungen produziert wird. Viva ist ein Markenname. Diese Süßigkeiten sind in Kanada seit mindestens 50 Jahren als „chocolate puffs“ (deutsch: „Schokoladenwindbeutel“) bekannt.

### Choco Mallows
Auf den Philippinen produziert Fibisco ein Produkt – den Mallomars ähnlich – welches „Choco Mallows“ (Marke) genannt wird. Im Gegensatz zu den Mallomars sind Choco Mallows ganzjährig verfügbar. Wahrscheinlich aufgrund des tropischen Klimas ist die „harte Schokoladenschale“ eines Choco Mallow in der Regel nur ein weicher Schokoladenüberzug, der nicht vollständig aushärtet, selbst wenn er gekühlt wird.
Choco Mallows sind in der Regel in einer Folie eingepackt und werden in Sechser-Boxen verkauft. Dennoch passiert es hin und wieder, dass Straßenhändler und kleine Straßenläden sie auch einzeln verkaufen.

### Beso de Moza
In Peru kennt man die Süßigkeiten als „Beso de Moza“ (Mädchenküsse). Verkauft werden sie von Nestlé. Derzeit gibt es einen Wettstreit zwischen den Geschmackssorten Erdbeer und Lucuma. Dieses Produkt gibt es ebenfalls in Ecuador. In Kolumbien heißt es „Beso De Negra“ (Kuss der schwarzen Frau) oder „Chocmelo“, ein Kofferwort aus Schokolade und masmelo (Marshmallow). Allerdings haben die Chocmelos nicht immer einen Keks als Basis.

### Bombocas
In Portugal sind diese Süßigkeiten als „Bombocas“ bekannt. Verkauft werden sie unter verschiedenen Markennamen in Supermärkten. Sie werden in 3 Hauptgeschmacksrichtungen verkauft: Milchgeschmack (innen weiß), Erdbeere (rosa) und Vanille (gelb). In den letzten Jahren wurden sie als „Beijinhos“ bezeichnet.

### MallowPuffs
In Neuseeland stellt der Gebäckhersteller Griffin MallowPuffs her, ein Schokoladen-Biskuit, das als „luftig leichter Marshmallow mit Milchschokolade überzogen auf einem Biskuit sitzend“ beschrieben wird. Die Füllung der MallowPuffs ist tendenziell fester und gummiartiger als in ähnlichen anderen Produkten (Tunnock, Schaumküsse). Erhältlich sind sie in einer Vielzahl verschiedener Geschmacksrichtungen. Der Slogan für MallowPuffs: „Have you done enough for a MallowPuff“ ist mittlerweile im neuseeländischen Kulturlexikon zu finden.

### MunchMallow
Der MunchMallow wird von Jaffa in Serbien produziert. Er besteht aus einem Keks, einer weichen Schaumfüllung und Kakaoüberzug.

### Zefir

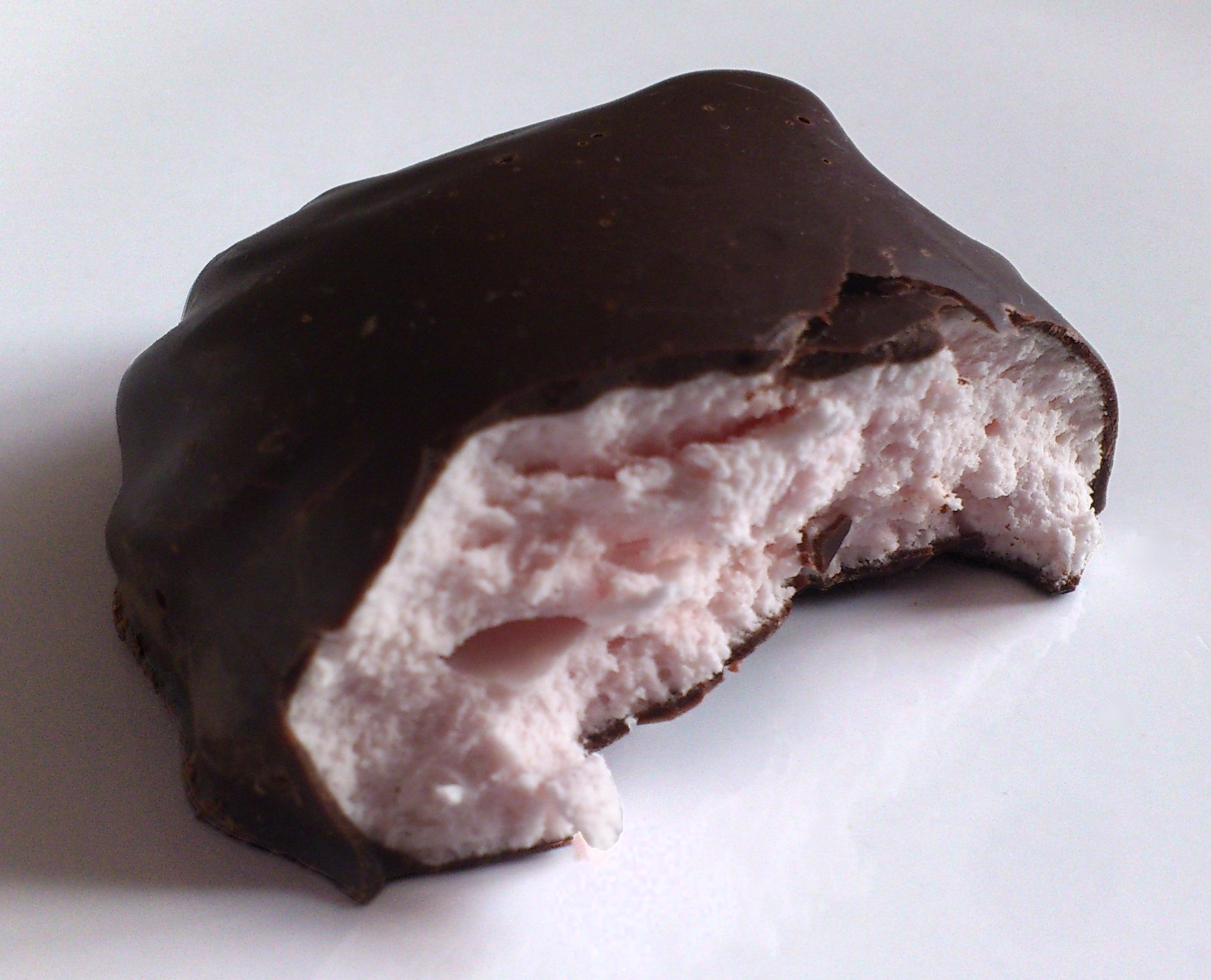
Zefir

Zefir wird aus Obst- und Beerenmus mit Zuckerzusatz und Eischnee hergestellt. Es wird in den ehemaligen Ländern der Sowjetunion produziert und verkauft. Das Rezept ist eine Fusion der
traditionellen russischen „pastila“ mit dem französischen „baiser“.
Benannt wurde er nach dem griechischen Gott des leichten Westwindes wegen der luftig-leichten Konsistenz.
In der Regel ähnelt die Form den traditionellen Baisers, doch anders als diese ist ein Zefir nie knusprig, sondern weich.
Erhältlich sind Zefire mit oder ohne Schokoladenüberzug.
Im Gegensatz zu den anderen Süßwaren dieser Art hat ein Zefir keinen Biskuitboden.

### Schaumwaffeln

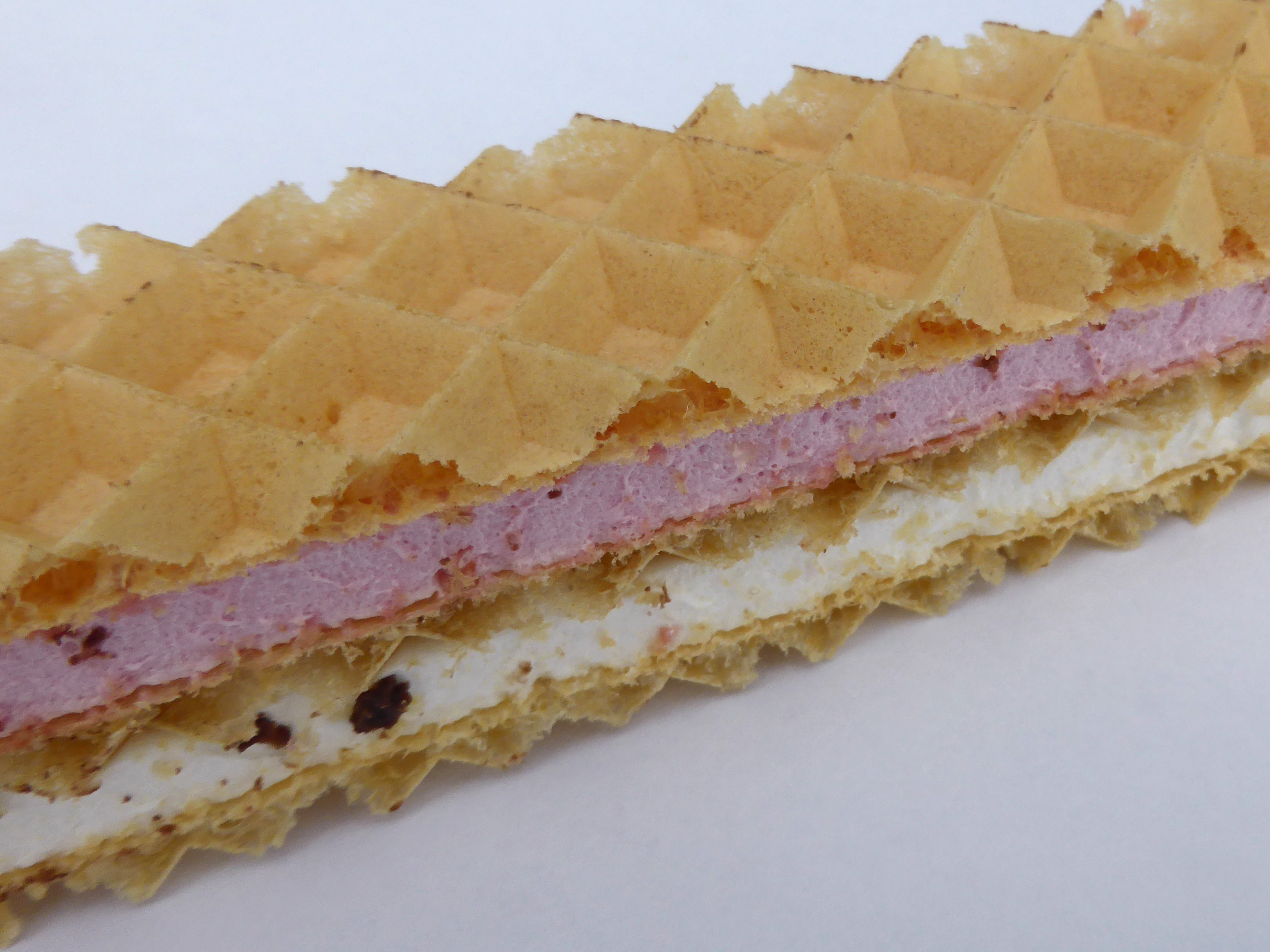
Schaumwaffel

Schaumwaffeln sind Waffelzuschnitte mit Eiweißschaum gefüllt und oftmals mit Fettglasur überzogen. Die Schaumwaffeln bestehen meist aus Glucose-Fructose-Sirup, Weizenmehl, Zucker, Hühnereiweißpulver, Palmfett, Emulgatoren wie Sojalecithin. Viele Waffeln enthalten Gelatine oder als vegetarische Alternative Agar-Agar.
Die bekanntesten Hersteller sind Grabower Süsswaren und Nawarra.

### Andere Variationen
In den 1950er Jahren wurde im Libanon eine lokale Variation des Schokokusses populär, der „Ras el abd“ (Sklavenkopf) von Gandour. Mittlerweile wurde das Produkt in Tarboush umbenannt, in der Bevölkerung ist der alte Name jedoch noch erhalten geblieben.
Ähnlich sind die „Wagon Wheels“ in Kanada, dem Vereinigten Königreich und Australien. In Australien ist das ähnlichste Produkt „Arnott’s Chocolate Royals“, das in dunkler und Milchschokolade erhältlich ist.
„Choco Pie“ wird von Orion in Korea produziert und ist den nordamerikanischen „MoonPie“ und „Scooter Pie“ ähnlich. In Südafrika kennt man dieses Produkt als „Sweetie Pies“.